# Dead Winter Dead
Dead Winter Dead — девятый полноформатный студийный альбом американской группы Savatage, издан в 1995 году.

## Об альбоме
«Dead Winter Dead» — концептуальный альбом, повествующий о вымышленных событиях во время войны в Югославии:
1. История молодого серба Серджана Алешковича
2. История боснийской девушки-мусульманки Катрины Брасич
3. История пожилого серба (имя не упоминается в произведении), вернувшегося в родной город и играющего на виолончели во время бомбёжек

## Песни
- Вокальные партии в песнях «I Am» и «Doesn’t Matter Anyway» впервые с 1991 года исполнил Джон Олива;
- В песнях «One Child» и «Not What You See» используется наложение различных вокальных партий;
- На песню «One Child» был снят клип;
- Песня «Christmas Eve (Sarajevo 12/24)» также была исполнена Trans-Siberian Orchestra в альбоме 1996 Christmas Eve and Other Stories и на неё был снят клип.

## Список композиций
| №   | Название                         | Длительность |
| --- | -------------------------------- | ------------ |
| 1.  | «Overture»                       | 1:46         |
| 2.  | «Sarajevo»                       | 2:36         |
| 3.  | «This is the Time»               | 5:41         |
| 4.  | «I Am»                           | 4:33         |
| 5.  | «Starlight»                      | 5:39         |
| 6.  | «Doesn’t Matter Anyway»          | 3:47         |
| 7.  | «This Isn’t What We Meant»       | 4:13         |
| 8.  | «Mozart and Madness»             | 5:01         |
| 9.  | «Memory»                         | 1:19         |
| 10. | «Dead Winter Dead»               | 4:19         |
| 11. | «One Child»                      | 5:14         |
| 12. | «Christmas Eve (Sarajevo 12/24)» | 3:24         |
| 13. | «Not What You See»               | 5:02         |

| №   | Название                                            | Автор(ы)                             | Длительность |
| --- | --------------------------------------------------- | ------------------------------------ | ------------ |
| 14. | «All That I Bleed» (Акустическая версия на пианино) | Criss Oliva, Jon Oliva, Paul O'Neill | 4:34         |
| 15. | «Sleep» (Акустическая версия)                       | Criss Oliva, Jon Oliva, Paul O'Neill | 3:46         |

| №   | Название                                         | Автор(ы)                             | Длительность |
| --- | ------------------------------------------------ | ------------------------------------ | ------------ |
| 14. | «Miles Away / Follow Me» (Акустическая версия)   | Criss Oliva, Jon Oliva, Paul O'Neill | 5:47         |
| 15. | «When The Crowds Are Gone» (Акустическая версия) | Criss Oliva, Jon Oliva, Paul O'Neill | 6:24         |

## Участники записи
- Захари Стивенс — вокал
- Джон Олива — клавишные, вокал (на песнях «I Am» и «Doesn’t Matter Anyway»), бэк-вокал (на «Starlight»)
- Крис Кэффери — электрогитара, бэк-вокал
- Эл Питрелли — электрогитара, бэк-вокал
- Джонни Ли Миддлтон — бас-гитара, бэк-вокал
- Джефф Плейт — ударные